# Agafia av Rus
Agafia av Rus, född 1190/95, död efter 1247, var en hertiginna av Polen. Hon var gift med hertig Konrad av Masovien av Polen.
Hon var dotter till furst Svyatoslav Rurik av furstendömet Vladimir och Yaroslava Rurikovna.

## Barn
Agafia fick fyra barn:
1. Boleslaw I, Furste av Masovien 1208-1248
2. Casimir I, Furste av Kujavien 1211-1267
3. Ziemovit I, Furste av Masovien 1224-1262
4. Judith 1226-1257